# Council on Environmental Quality
Council on Environmental Quality, CEQ, är ett amerikanskt rådgivningsorgan inom USA:s presidentkansli och som står till förfogande till USA:s president och andra delar av USA:s federala statsmakt när de behöver rådgivning vid regeringsbeslut rörande miljö- och energifrågor både nationellt och internationellt. Den som var senast ordförande var Christy Goldfuss.
CEQ bildades 1969 när USA:s 37:e president Richard Nixon och hans administration stiftade den federala lagen National Environmental Policy Act och myndigheten fick ytterligare befogenheter i Environmental Quality Improvement Act ett år senare.